# Касас, Марио де лас
Ма́рио де лас Ка́сас Рами́рес (исп. Mario de las Casas Ramírez; 31 января 1901, Лима, Перу — 10 октября 2002, Кальяо, Перу) — перуанский футболист, защитник, участник чемпионата мира 1930 года и чемпионата Южной Америки 1935.

## Карьера

### Клубная
Марио де лас Касас был профессиональным адвокатом. В то же время он занимался различными видами спорта: лёгкой атлетикой, баскетболом, водным поло. Будучи футболистом, он играл за ряд перуанских клубов, среди которых «Спортиво Тарапака Феррокарриль», «Университарио», «Лон Теннис», «Атлетико Чалако». Марио дебютировал в первой перуанской лиге в возрасте 14 лет. Он был одним из основателей клуба «Университарио» вместе с будущими коллегами по сборной Эдуардо Астенго и Пласидо Галиндо (1924). С этими партнёрами по клубу он стал чемпионом Перу в 1929 году. На протяжении нескольких лет Марио был бессменным капитаном клуба. С 1928 по 1930 год он также был президентом «Университарио».
В 1926 году совместно с руководителями клубов он также организовал перуанскую федерацию баскетбола и был её первым президентом.

### В сборной
Марио был в составе сборной уже на чемпионате Южной Америки 1929, однако дебютировал годом позже на чемпионате мира 1930 года. На турнире сыграл два матча, оба перуанцами были проиграны. Также вышел на замену в матче чемпионата Южной Америки 1935 против Аргентины. Больше за сборную не выступал.
| Матчи и голы Марио де лас Касаса за сборную Перу | Матчи и голы Марио де лас Касаса за сборную Перу | Матчи и голы Марио де лас Касаса за сборную Перу | Матчи и голы Марио де лас Касаса за сборную Перу | Матчи и голы Марио де лас Касаса за сборную Перу | Матчи и голы Марио де лас Касаса за сборную Перу | Матчи и голы Марио де лас Касаса за сборную Перу |
| ------------------------------------------------ | ------------------------------------------------ | ------------------------------------------------ | ------------------------------------------------ | ------------------------------------------------ | ------------------------------------------------ | ------------------------------------------------ |
| №                                                | Дата                                             | Место проведения                                 | Соперник                                         | Счёт                                             | Голы                                             | Турнир                                           |
| 1                                                | 14 июля 1930                                     | Монтевидео, Уругвай                              | Румыния                                          | 1:3                                              | -                                                | Чемпионат мира 1930                              |
| 2                                                | 18 июля 1930                                     | Монтевидео, Уругвай                              | Уругвай                                          | 0:1                                              | -                                                | Чемпионат мира 1930                              |
| 3                                                | 20 января 1935                                   | Лима, Перу                                       | Аргентина                                        | 1:4                                              | -                                                | Чемпионат Южной Америки по футболу 1935          |

Итого: 3 матча / 0 голов; 0 побед, 0 ничьих, 3 поражения.